# Гайново (Боровичский район)
Гайново — деревня в Боровичском муниципальном районе Новгородской области, относится к Сушиловскому сельскому поселению. По переписи населения 2010 года в деревне проживают — 13 человек.
Деревня расположена в восточной части Мстинской впадины, делящей Валдайскую возвышенность на Валдайскую гряду на юге и Тихвинскую на севере, на высоте 88 м над уровнем моря, у реки Шилоката, в полутора километрах к востоку от административного центра сельского поселения — деревни Сушилово.

## История
В списке населённых мест Новгородской губернии за 1911 год деревня Гайново указана как относящаяся к Шегринской волости Боровичского уезда.
По постановлению ВЦИК от 3 апреля 1924 года Шегринская волость была присоединена к Боровичской волости. Население деревни по переписи населения 1926 года — 83 человека. До 31 июля 1927 года деревня в составе Боровичской волости Боровичского уезда Новгородской губернии, а затем с 1 августа в составе Сушиловского сельсовета (с центром в деревне Сушилово) новообразованного Боровичского района Боровичского округа Ленинградской области. 30 июля 1930 года Боровичский округ был упразднён. Население деревни в 1940 году — 120 человек. Указом Президиума Верховного Совета СССР от 5 июля 1944 года была образована Новгородская область и Боровичский район и сельсовет вошли в её состав.
Во время неудавшейся всесоюзной реформы по делению на сельские и промышленные районы и парторганизации, в соответствии с решениями ноябрьского (1962 года) пленума ЦК КПСС «о перестройке партийного руководства народным хозяйством» с 10 декабря 1962 года сельсовет и деревня вошла в крупный Боровичский сельский район, а 1 февраля 1963 года административный Боровичский район был упразднён, но пленум ЦК КПСС, состоявшийся 16 ноября 1964 года восстановил прежний принцип партийного руководства народным хозяйством, после чего Указом Верховного Совета РСФСР от 12 января 1965 года сельские районы были преобразованы вновь в административные районы и решением Новгородского облисполкома от 12 января 1965 года и Сушиловский сельсовет и деревня вновь в Боровичском районе.
После прекращения деятельности Сушиловского сельского Совета в начале 1990-х стала действовать Администрация Сушиловского сельсовета (в 1996 году — Сушиловская сельская Администрация), которая была упразднена с 1 января 2006 года на основании постановления Администрации города Боровичи и Боровичского района от 18 октября 2005 года и Гайново, по результатам муниципальной реформы входит в состав муниципального образования — Сушиловское сельское поселение Боровичского муниципального района (местное самоуправление), по административно-территориальному устройству подчинена администрации Сушиловского сельского поселения Боровичского района.
В районе деревни (между Гайново и деревней Дерягино) было запланировано размещение полигона для утилизации твёрдых бытовых отходов из Окуловки и Боровичей

## Транспорт
Ближайшие железнодорожные станции Октябрьской железной дороги — в Боровичах (15 км) (на линии «Угловка — Боровичи»), в посёлке Котово (на линии Окуловка — Неболчи) и в Окуловке (на главном ходу Октябрьской железной дороги).